# Sheffield Lake
La ville américaine de Sheffield Lake est située dans le comté de Lorain, dans l’État d’Ohio. Lors du recensement de 2010, sa population s’élevait à 9 137 habitants.

## Source
- (en) Cet article est partiellement ou en totalité issu de l’article de Wikipédia en anglais intitulé « Sheffield Lake, Ohio » (voir la liste des auteurs).